# Chinmoku (Oper)
Chinmoku (jap. 沈黙, dt. „Schweigen“, engl. „Silence“) ist eine Oper in zwei Akten des japanischen Komponisten Matsumura Teizō nach dem gleichnamigen historischen Roman von Endō Shūsaku aus dem Jahr 1966.
Die Suntory Stiftung für Kunst (サントリー芸術財団) beauftragte 1980 Teizō Matsumura mit der Komposition einer Oper. Matsumura selbst wählte den Stoff und die Vorlage für die Oper aus. Die Oper sollte innerhalb von fünf Jahren fertiggestellt werden, doch am Ende arbeitete Matsumura, der Komposition wie Libretto schrieb, 13 Jahre daran bis zur Fertigstellung 1993. Die Oper wurde im gleichen Jahr unter der Leitung von Hiroshi Wakasugi zum 30-jährigen Eröffnungsjubiläum im Nissay Theatre uraufgeführt.

## Handlung

### Erster Akt
Die Handlung setzt ein mit einer Szene, in der gekreuzigte Christen am Kreuz verbrannt werden. Unter diesen Christen befinden sich Kichijirōs Eltern und seine Schwester. Der Handlungsort wechselt zu einer Kirche in Macau, auf dem portugiesisch kolonialisierten Festland. Den jungen portugiesischen Missionar Rodrigues drängt es, nach Japan aufbrechen, doch sein Gesprächspartner Pater Valignano, der um die zunehmende Unterdrückung der Christen in Japan weiß, ist bemüht, Rodrigues von seinem Vorhaben abzubringen. Rodrigues, der sich am Ende uneinsichtig zeigt, schifft sich entgegen dem Ratschlag mit seinem Begleiter Kichijirō nach Japan ein, um seinen verschwundenen Missionsschüler Ferreira zu finden und um den japanischen Christen zu helfen.
Heimlich in Japan gelandet, beginnt Rodrigues sein Missionswerk in der Gemeinde Tomogi in Nagasaki, wo er mit den Gemeindemitgliedern betet. Jedoch dauern die glücklichen Tage der Frömmigkeit nicht lange an. Beamte erscheinen in der Gemeinde und nehmen die Einwohner fest, um sie einem Test zu unterziehen, dem Fumie, also dem Bildertreten. Mokichi wird mit anderen Gemeindemitgliedern, die sich dem Fumie verweigerten, an der Küste gekreuzigt. Die Gekreuzigten ertrinken betend im Meer. Oharu, die junge Geliebte Mokichis, verliert über der Trauer um den Verlust ihres Geliebten den Verstand. Konfrontiert mit der harten Realität der japanischen Christen wird Rodrigues gequält vom Gefühl der eigenen Machtlosigkeit. In dieser Situation erscheinen abermals Beamte, die ihn festnehmen. Sein Begleiter Kichijirō hatte im Tausch für seine eigene Sicherheit den Aufenthaltsort von Rodrigues preisgegeben.

### Zweiter Akt
Im Gefängnis erfährt Rodrigues, dass sein Schüler Ferreira dem Christentum abgeschworen hat und nun mit einer Frau und unter einem japanischen Namen lebt. Inoue, Provinzverwalter von Chikugo und Nagasaki, verkündet, dass alle Schüler und Anhänger Rodrigues auf dem Meer ausgesetzt werden, sollte er dem Christentum nicht abschwören. Während Rodrigues vom Gefängnis aus zusehen muss, wie die Christen auf das Meer gebracht werden, erscheint Ferreira im Gefängnis, um ihn zum Abschwören zu überreden. Angewidert von Ferreira Glaubensabfall jagt er ihn davon. Am Vorabend seiner Hinrichtung vergleicht Rodrigues seine Gefühlslage mit der Christi am Kreuz. Er ist irritiert vom Schnarchen der betrunkenen Gefängniswärter und bestürzt, als er bemerkt, dass es sich bei den Geräuschen um das Knarren der Galgen mit erhängten Christen handelt. So viele Christen hatten seinetwegen gelitten. In seiner Not betet er zu Gott, doch alles, was er erhält, ist Schweigen. Mit gebrochenem Herzen tritt er auf ein Bildnis von Christus.

## Inszenierungen
- Juni 2015 Neues Nationaltheater Tokyo, Leitung: Shimono Tatsuya[3][4]

## Aufnahmen und CDs
- 2010 Teizo Matsumura (1929–2007): Silence. Camerata, 11M085[5]